# 신신제약
신신제약(新新製藥)은 1959년에 설립한 대한민국의 의약품 제조업체이다. 소재지는 세종특별자치시 소정면 소정산단동로 9번에 위치하고 있다.

## 역사
- 1959년에 고 이영수(1927~2022.07.06) 명예회장이 신신제약(주)을 설립.

## 제형별 제품
- 첩부제
- 연고제
- 경구제
- 에어로졸제
- 피부연화제
- 위생용품

## 대표이사
- 초대 : 이영수
- 2대 : 이병기